# M2 Hyde
A Hyde-Inland M2 foi um projeto de submetralhadora dos Estados Unidos submetido para testes no Aberdeen Proving Ground em fevereiro de 1941. O trabalho foi realizado pela General Motors Inland Manufacturing Division para desenvolver protótipos viáveis do projeto de George Hyde patenteado em 1935 (Patente E.U.A. 2 049 776A). O modelo submetido pela primeira vez para testes em abril de 1942 foi designado Hyde-Inland 1. Os testes revelaram que o projeto era superior ao da submetralhadora M1 em testes de lama e sujeira, e sua precisão no disparo totalmente automático era melhor do que qualquer outra submetralhadora testada. no momento. Uma Hyde-Inland 2 melhorada foi designada U.S. Submachine gun, Caliber .45, M2 como um padrão substituto para a M1 Thompson em abril de 1942. À medida que a capacidade de fabricação da Inland se concentrou na produção de carabinas M1, o Exército dos EUA contratou a produção de M2 para a Marlin Firearms em Julho de 1942. A Marlin iniciou a produção em maio de 1943. A produção da Marlin não conseguiu igualar o desempenho do protótipo de teste; e o contrato original da Marlin para 164.450 M2 foi cancelado em 1943 após a adoção da submetralhadora M3. A M2 possui câmara para o cartucho .45 ACP e usa o mesmo carregador de 20 ou 30 cartuchos da Thompson. Sua cadência de tiro cíclica é de 570 tiros por minuto. Nenhuma das aproximadamente 400 fabricadas foi emitida por qualquer ramo das forças armadas dos Estados Unidos.

## Projeto
A M2 é um projeto simples operado por blowback, embora tenha sido difícil de fazer. O receptáculo era construído a partir de aço forjado e uma seção tubular sem costura, o que exigia mais tempo e esforço para usinar e terminar, fazendo com que o Exército dos EUA adotasse a M3 com um receptáculo simples de chapa estampada. Como os projetos americano Thompson e finlandês Suomi, o ferrolho da M2 foi moldado com seções traseiras de grande diâmetro e dianteiras delgadas. Ao contrário da M3 toda em metal com coronha de arame dobrável, a M2 tinha uma coronha fixa de madeira com punho e guarda-mão de madeira.